# Dirty Face Dan
Dirty Face Dan è un cortometraggio del 1915 diretto da Chester M. Franklin e da Sidney Franklin.  I due registi erano fratelli e girarono insieme i loro primi film. Avevano esordito nella regia qualche settimana prima, con il corto The Baby.
Violet Radcliffe, attrice-bambina che, al tempo del film aveva 7 anni, fu interprete dei primi film dei fratelli Franklin: morirà nel 1926, a soli 18 anni.

## Produzione
Il film fu prodotto dalla Majestic Motion Picture Company.

## Distribuzione
Distribuito dalla Mutual, il film - un cortometraggio in una bobina - uscì nelle sale l'8 giugno 1915.